# Покрајина Курдистан
Курдистан је покрајина на западу Ирана, уз границу са Ираком. Иако је названа по Курдима и претежно настањена овим народом (око 98% становништва), провинција не ужива никакву посебну аутономију у оквиру Ирана, а обухвата само мањи део територије Ирана настањене Курдима. Главни град покрајине је Санандаџ, а у покрајине живи око 1.440.000 становника (2006). 